# Мечеть імама Хусейна (Даммам)
Мечеть імама Хусейна (араб. جامع الإمام الحسين) — єдина мечеть шиїта Ед-Даммама, що знаходиться в районі ель-Ануд. Площа – бл. 20 000 м². Побудована у 1407 та вміщує одночасно до 5 000 осіб.

## Теракт
Стала відома після теракту, проведеного сунітським терористичним угрупуванням «Ісламською державою», коли під час проведення п'ятничної молитви в гущавині моляться підірвав себе терорист-смертник, внаслідок чого загинули 4 людини та ще 4 були поранені.